# Bolivija
Bolivija je država u Južnoj Americi. Graniči s Brazilom na sjeveru i istoku, Paragvajem i Argentinom na jugu, te Čileom i Peruom na zapadu. Zapadni dio zemlje je planinsko područje Anda, a istočni nizinski pripada amazonskom slivu pokrivenom kišnim šumama.

## Povijest
Među prvim indijanskim kulturama na području današnje Bolivije razvila se kultura Tiwanaku uz južnu obalu jezera Titicaca, u 2. stoljeću prije Krista. Unatoč razvijenim arhitektonskim i poljoprivrednim umijećima ova je kultura nestala oko 1200. Otprilike istovremeno nastaju kulture Moxo u istočnim ravnicama i Mollo u sjevernom dijelu zemlje, koje nestaju prije početka 13. stoljeća. Oko 1450. u ovo područje prodiru Inke i pripajaju ga vlastitom carstvu, sve do španjolskog osvajanja 1525.
Tijekom španjolske kolonijalne vlasti ovo se područje naziva "gornjim Peruom" i pod upravom je potkralja u Limi. Bolivijski rudnici srebra donose bogatstvo kolonizatorima. Kao radna snaga služe porobljeni Indijanci.
Otpor kolonijalnoj vlasti počinje u vrijeme Napoleonskih ratova zbog kojih je oslabio španjolski utjecaj. Iako je neovisnost proglašena 1809. trebalo je proći 16 godina sukoba prije uspostave republike, 6. kolovoza 1825. Slabost i politička podijeljenost dovode do gubitka obalnog područja u ratu s Čileom (1879. – 1883.). Bolivija ostaje bez izlaza na more i jedino joj visoka cijena srebra na svjetskom tržištu omogućuje djelomičan napredak i stabilnost. Početkom 20. stoljeća vodeće mjesto u izvozu dobiva kositar.
Loši životni uvjeti većine stanovništva, uglavnom domorodačkog podrijetla primoranog na težak rad primitivnim načinima, te poraz u ratu s Paragvajom (1932. – 1935.) označavaju prekretnicu u politici i početak uspona revolucionarnog pokreta.
Nacionalni revolucionarni pokret (MNR) dobiva izbore 1951. Vlast im uskraćuje pobjedu, pa MNR podiže uspješnu revoluciju 1952. i pokreće temeljite promjene: poljoprivrednu reformu, obrazovanje i nacionalizaciju najvećih rudnika. Međutim, to je i početak razdoblja političkih neslaganja i smjena političkih i vojnih vlasti (hunte), obilježeno kršenjem ljudskih prava, korupcijom, ekonomskom krizom i trgovinom droge.
Zaokret počinje 1993. liberalizacijom gospodarstva i "kapitalizacijskim" programom kojim su investitori (uglavnom strani) dobili 50% vrijednosti važnih poduzeća uz obvezu kapitalnih ulaganja. Provode se i antikorupcijski i socijalni programi. Najveću opreku naporima za oporavak gospodarstva predstavljaju uzgajivači koke - sredinom 1990-ih Bolivija je među najvećim svjetskim dobavljačima kokaina. Višegodišnjim naporima specijalnih policijskih postrojbi smanjena je prizvodnja droge.
2001. dolazi do novih protesta zbog vladinog pokušaja privatizacije svih izvora vode (prema savjetu Svjetske banke) što je dovelo do ogromnog povećanja cijene pitke vode u nekim područjima (grad Cochabamba). Ovakav potez naišao je na opravdano protivljenje već i ovako siromašnog stanovništva. Bolivija i dalje ostaje pod pritiskom pogrešnih političkih poteza, socijalnih nemira i rastuće zaduženosti.

## Zemljopis
Bolivija ima 3400 km dugačku granicu s Brazilom, 900 km s Peruom, 861 km s Čileom, 832 km s Argentinom i 750 km s Paragvajem.
Zemlja se sastoji od dva različita zemljopisna područja. Na zapadu se nalaze Kordiljeri koji se protežu od sjevera prema jugu, gdje se nalazi široka visoravan Altiplano. Ovo je područje u kojem živi većina stanovništva zemlje. U zapadnim Kordiljerima nalazi se nekoliko visokih vrhova, od kojih je najviši Nevado Sajama (6542 m) koji je najviša točka Bolivije. Sjeveroistočno od visoravni nalazi se Cordillera Real gdje su planine Nevado Illimani i Illampu. U području istočnih Kordiljera nalaze se močvarne doline i šume.
Na istoku se nalaze močvarna područja s tropskom klimom. Sjeverno nizinsko područje pripada slivu Amazone i velikim je dijelom pokriveno šumom. Južno područje pripada slivu rijeke Paragvaj.
Zemljopisna zanimljivost ove države je jezero Titicaca kojeg Bolivija dijeli s Peruom i koje je najviše jezero na svijetu koje je plovno. Na obalama ovog jezera s umjerenom klimom nekad se nalazila civilizacija Tiwanaku. Druga zanimljivost je Salar de Uyuni koji se nalazi također na zapadu zemlje, na jugu Altiplana u departmanu Potosí, koje je najveća kopnena slana površina na svijetu. Na području Bolivije nalazi se i nekoliko vulkana.
Od većih gradova najznačajniji su La Paz koji se nalazi na velikoj nadmorskoj visini, Sucre kojeg nazivaju „Parizom Anda” zbog bogate arhitekture, Santa Cruz de la Sierra koji se nalazi na istoku zemlje, te Cochabamba koji je ponekad nazivan „Vatikanom Anda”.

### Klima
Klima u Boliviji je općenito topla i vlažna, iako klimatski uvjeti variraju ovisno o nadmorskoj visini. U višim područjima, kao u Andama, klima je hladna, suha i vjetrovita, dok je u nizinskim područjima vlažna i blaža. Prosječne godišnje temperature variraju između 8°C na Altiplanu i 26 °C na istočnim ravnicama.
Padaline također ovise o nadmorskoj visini. Najkišovitije područje zemlje je Yungas gdje godišnje prosječno padne 152 cm kiše. Snijeg pada na površinama koje se nalaze iznad 2000 metara, a područje stalnog snijega nalazi se iznad 4600 metara. U područjima iznad 5500 metara vlada polarna klima.
|  |  |  |  |  |
|  |  |  |  |  |

### Politička podjela
Bolivija je službeno podijeljena na devet departmana (departamentos):
- Beni (Trinidad)
- Chuquisaca (Sucre)
- Cochabamba (Cochabamba)
- La Paz (La Paz)
- Oruro (Oruro)
- Pando (Cobija)
- Potosí (Potosí)
- Santa Cruz (Santa Cruz de la Sierra)
- Tarija (Tarija)

*U zagradama se nalaze glavni gradovi departmana.
Departmani su podijeljeni na ukupno 112 provincija ili pokrajina (provincias), a one su dalje podijeljene u općine (municipios), te na kraju u kantone (cantones). Na čelu svakog departmana nalazi se prefekt (Prefecto), dok je potprefekt (Subprefecto) na čelu svake provincije. Na lokalnoj razini izabiru se gradonačelnici ili načelnici (Alcaldes), dok u veći gradovima postoji i gradsko vijeće (Consejo municipal).

## Gospodarstvo
Bolivija je najsiromašnija zemlja u Latinskoj Americi, gdje je BDP po stanovniku još uvijek manji od 3000 USD. Gospodarski rast zemlje je iznad 3% godišnje, a inflacija je zadnjih godina bila poprilično niska. Dvije trećine stanovništva živi s manje od jednog dolara na dan, iako zemlja ima ogromne količine prirodnog bogatstva u zemnom plinu. U Boliviji postoji veliki jaz u standardu bogatog i siromašnog stanovništva.
Bolivija je punopravni član Andske zajednice što utječe na rast trgovine sa susjednim državama, iako SAD ostaju najveći trgovinski partner. Zemlja je i pridruženi član Mercosura.
U nedavnoj povijesti bolivijsko gospodarstvo potreslo je nekoliko velikih kriza. Prva je bila prouzročena padom cijena početkom 1980-ih, što je snažno pogodilo rudarsku industriju. Druga je bila početkom 1990-ih, kad su zbog kraja hladnog rata zapadne zemlje prestale ekonomski pomagati Boliviju, što su prije radile kako bi pokušale održati tržišno gospodarstvo u zemlji. Bolivija je trenutno u razdoblju dugoročnih gospodarstvenih promjena usmjerenih ka održavanju stabilnih cijena i stvaranju uvjeta za ekonomski rast.
Najveći izvozni resursi su kositar, zlato, nakit i proizvodi od drveta. Od poljoprivrednih proizvoda najviše se izvozi soja. Posljednjih godina počeo je i izvoz velikih količina prirodnog plina u Brazil.

### Poljoprivreda
Veliki dio stanovništva ove zemlje još se uvijek bavi poljoprivredom. Samo u nizinskom području na istoku zemlje koriste se moderne metode u poljoprivredi, dok se u području Altiplana zemlja obrađuje još uvijek na tradicionalan način.
Kontroverzni uzgoj koke je još uvijek velika gospodarska aktivnost zemlje, posebno u područjima Yungas i Chapare. Iako mnogi smatraju da se ova biljka koristi samo za proizvodnju kokaina, andsko stanovništvo tradicionalno koristi koku za čaj (mate de coca) ili za žvakanje. Početkom 2000-ih, zbog ovog je izbila politička kriza prouzročena sukobom vlade i uzgajivača koke. Dolaskom na vlast poznatog uzgajivača koke Eva Moralesa, počinje potpora ovom uzgoju.

### Rudarstvo
Još od španjolskog osvajanja, pa sve do sredine 20. stoljeća je bolivijsko gospodarstvo bilo temeljeno na rudarstvu. Padom cijena u drugoj polovici 20. stoljeća, te iscrpljivanjem resursa došlo je do pada značenja ove industrije i otpuštanja radnika.
Veliki značaj za Boliviju čine ogromne rezerve prirodnog plina koje su druge po veličini u Južnoj Americi. 90% ovog plina se izvozi, većinom u Brazil i Argentinu. Nakon što su sve značajne industrije privatizirane (Ley de Capitalizacion iz 1994.), vlada Eva Moralesa je 2006. ponovno povratila kontrolu nad ovim sektorima.

### Industrija
Industrija nije previše razvijena, najznačajnija područja su prehrambena industrija, tekstilna industrija, te obrada metala.
Trenutna vlada Eve Moralesa planira izgradnju tvornica za proizvodnju čaja, napitaka, brašna i medicinskih preparata od lišća koke. Vlada se nada izvozu proizvoda od koke na strana tržišta.

## Stanovništvo
Uz Gvatemalu i Peru, Bolivija je treća država Latinske Amerike s više od polovice stanovništva indijanskog podrijetla. 72 % stanovništva čine autohtoni narodi (španjolski: Indígenas), većinom Kečua (30,7 %) i Aymara (25,2 %); 27,5 % su mestici (mješanci europskog i indijanskog podrijetla). Ostatak stanovništva čine bijelci koji su potomci starih španjolskih kolonista, te Nijemci, Talijani, Baski i drugi, a ima i nešto potomaka hrvatskih iseljenika.
U vrijeme španjolskog osvajanja samo u departmanu Santa Cruz živjelo je oko 80 naroda, dok danas u cijeloj zemlji živi oko 40 etničkih skupina koje govore jezicima iz 35 jezičnih porodica. Domorodačko stanovništvo većinom živi u planinskim područjima gdje čini većinu stanovništva. Pripadnika naroda Kečua i Aymara u Boliviji ima 3,2 tj. 2,5 milijuna.
Za razliku od malih plemena koja će vjerojatno u budućnosti nestati, ovdje žive i druge velike zajednice naroda kao Chiquitanos (180.000), Guaraní (130.000), Moxeños (80.000) i Afrobolivanci (20.000) koje bilježe rast stanovništva.
Ostali manje brojni indijanski narodi koji tamo žive ili su živjeli su: Apolista, Araona, Ayoreo, Baure, Callahuaya, Canichana, Capachene, Caranga (†), Cavineña, Cayuvava, Chácobo, Chama, Chané, Chapacura, Charca (†), Chimane, Chipaya, Chiquito, Chorotí, Churapa, Colla (†), Collahuaya (†), Cucarate, Gorgotoqui, Guacanahua, Guarañoca, Guarayo, Guarayu, Guató, Herisabocono, Itene (More), Itonama, Itoreauhip, Jorá, Koraveka (†), Kovareka (†), Kurave (†), Kuruminaka (†), Leco, Mabenaro, Machui, Maropa, Mojo, Mosetenan, Movima, Napeca, Noctén, Ocorono, Omasuyo (†), Otuké (†), Pacaguara, Pacasa (†), Paiconeca, Pauserna, Poturero, Puquina, Quillaca (†), Quiniquináu, Quitemoca, Reyesano, Sansimoniano, Sarave, Sinabo, Sirionó, Tacana, Tapieté, Tiatinagua, Toba, Toromona, Tsiracua, Uru, Yaminahua, Yuqui, Yuracaré, Zamuco.
Od 1995. u ustavu zemlje je navedeno da je Bolivija multikulturalno, višeetničko društvo.

### Jezici
Ajmarski, kečuanski i španjolski su priznati službeni jezici zemlje. Španjolskim jezikom govori oko 60 % stanovništva zemlje koji žive većinom u gradovima. U ruralnim područjima govore se mnogi domorodački jezici. Veliki broj stanovništva zemlje je dvojezično. Obrazovanje u školama i sveučilištima odvija se obično na španjolskom, a od 1995. uvedena je i dvojezična poduka. 3 918 526 bolivijskih državljana govori nekim od indijanskih jezika kao materinskim (43,09%), 2 739 407 (30,2%) su dvojezični (i španjolski i indijanski), a ukupno indijanskim jezicima govori 6 657 933 (73,21%) stanovnika. Najrasprostranjeniji su kečuanski (2 281 198) i ajmarski (1 525 391).

### Vjerska struktura
Procjene koje navodi CIA iz 2012. govore o sljedećem vjerskom sastavu:
- rimokatolici 76,8%
- protestantizam 16% (uglavnom pentekostalizam)
- ateisti 5,5%
- ostale vjere 1,7% (uglavnom mormon).

## Kultura
Moderna bolivijska kultura rezultat je spoja indijanske i španjolske kulture i tradicija. Gotovo svaka od četrdesetak etničkih skupina u zemlji ima sačuvanu vlastitu tradiciju, kulturu i jezik.

### Umjetnost
Do danas su sačuvani mnogi primjeri barokne umjetnosti iz kolonijalnog doba, kao i slikarska djela lokalnog stanovništva. Neki od poznatijih slikarskih umjetnika su Melchor Pérez de Holguín, te Arturo Borda i Cecilio Guzmán de Rojas. Poznatija umjetnici iz 20. stoljeća su kiparica Marina Núñez del Prado i slikari Enrique Arnal i Alfredo Laplaca.

### Glazba
Bolivijska narodna glazba razlikuje se po skupinama naroda. U andskom području ovakva glazba se svira na festivalima i plesovima. U bolivijskoj glazbi postoji jaki španjolski utjecaj.
Neki od uobičajenih instrumenata su:
- siku
- quena
- tarka
- pinkillo
- bubnjevi
- charango

### Šport
Najpopularniji sport u Boliviji je nogomet (bolivijska nogometna reprezetacija). Ovaj sport prvi put se počeo igrati 1886. u Oruru. Poznatiji klubovi su Club San José i Oruro Royal, iz Orura; Club Bolívar i The Strongest, iz La Paza; Club Jorge Wilstermann i Club Aurora iz Cochabambe, Blooming i Oriente Petrolero iz Santa Cruza. Bolivijska nogometna reprezentacija sudjelovala je na brojnim svjetskim natjecanjima.
Ostali sportovi s velikim brojem sportaša su odbojka, košarka, planinarenje, biciklizam i automobilizam.

## Vanjske poveznice
- (šp.) Službena stranica predsjednika Bolivije
- (šp.) Službena stranica Nacionalnog kongresa Bolivije
- (šp.) Službena stranica sudbene vlasti Bolivije